# Mutanabbi
Abu t-Tajjib Ahmad ibn al-Huszajn al-Dzsufi (arab betűkkel أبو الطيب أحمد بن الحسين الجعفي – Abū ṭ-Ṭayyib Aḥmad ibn al-Ḥusayn al-Ǧuʿfī), közismert ragadványnevén al-Mutanabbi („a magát prófétának nyilvánító”, المتنبي – al-Mutanabbī; Kúfa, 915 – Dajr al-Ákul közelében, 965 augusztusa) középkori arab költő, az arab irodalom egyik legkiemelkedőbb alakja és mindmáig legolvasottabb szerzője. Egyesek afféle „nemzeti költőként” tekintenek rá.

## Élete

### Ideológiai és nyelvi hatások
A síita iszlám egyik melegágya, a dél-iraki Kúfa városának Kinda negyedében született szegény, magát Dél-Arábiából származtató (kalbita) családban. Már fiatalon kitűnt intelligenciájával tanulmányai során. 924-ben családjával elhagyta a várost, és a Szamáva nevű félsivatagos pusztaságba költözött két évre a Banu Kalb beduinjai közé – ennek oka feltehetően a szélsőséges karmatik Kúfa elleni támadása lehetett. A sivatagi tartózkodás során nem csak jó kapcsolatokat épített ki a nomádokkal, hanem rendkívüli mértékben gazdagodott szókincse, amit később költőként jól tudott hasznosítani. Valószínűleg a karmatik iszmáilita ideológiája is hatott rá, de nem vált egyik szekta követőjévé sem: felnőve afféle agnosztikus, sztoikus és pesszimista életfilozófiát alakított ki. Nézetrendszerét később sajátos idegengyűlölet (a suúbijja ellenhatása) egészítette ki az arabokat sanyargató más származású (perzsa, török, fekete stb.) elit ellen.

### Költői és politikai kudarcok
A városba visszatérve, tizenkét éves korában tökélhette el, hogy dicsverseket (madíh) fog költeni Abu Tammám és al-Buhturi nyomdokain, mivel ott tehetségét is kamatoztathatta, és esélye volt kiemelkednie alacsony társadalmi helyzetéből. 928-ban Bagdadba költözött, majd Szíria felé vette az irányt, ahol két évig vándorköltőként élte életét. Pontos életútja nem megállapítható, de verseiből kitűnik, hogy Manbidzs környéki, latakiai és tripoli előkelőségeknek írt neoklasszicista jellegű, nem túlzottan kiemelkedő minőségű dicsőítő kaszídákat. Ez nem hozta meg számára a várt sikereket, mire tizenöt éves fejjel politikai agitációba kezdett Latakiában, melynek során magát prófétának (nabi) kiáltotta ki (tanabba, innen neve: al-Mutanabbi, „a magát prófétának nevező”). Az intenzív korabeli karmati agitációnak és hadjáratoknak köszönhetően nyugtalan közegben a lázadás egészen a Szamáváig elterjedt a beduinok körében, de végül 933-ban a damaszkuszi helytartó, Muhammad ibn Tugdzs csapatai leverték a felkelőket. A költőt elkapták, perbe fogták, majd Himsz városában két évre börtönbe vetették.

### A karrier felívelése
Az immár Mutanabbiként ismert ifjú 937 elején szabadult, miután megbánta bűneit. Politikai kudarcából okulva ismét vándorköltőnek állt, és alacsonyabb rangú patrónusokat dicsőítve bejárta Damaszkuszt, Aleppót és Antiochiát. Nagy nélkülözések árán, hosszú évek kemény munkájával elismert költővé küzdötte fel magát. 939-ben aztán végre egy valódi hatalmasság, Badr ibn Ammár al-Harsáni damaszkuszi helytartó vette maga mellé, akinél körülbelül másfél évig nagy becsben állt, és igen lelkes verseket írt patrónusához. A rendkívül hiú, épp ezért másokkal könnyen konfliktusokba keveredő költőnek azonban udvari intrikák következtében 941-ben el kellett menekülnie az udvarból. Miután Harsáni Mezopotámiába távozott, az addig feltehetően ismét lázadást fontolgató költő visszatérhetett Szíriába, ahol sokáig ismét alacsonyabb rangú személyiségek dicsőítésével kellett beérnie.

### A csúcspont: Aleppó
Abu t-Tajjib 948-ban abba a szerencsés helyzetbe került, hogy az aleppói Hamdánida emír, Szajf ad-Daula udvari költője lehetett. Szajf ad-Daula valóban kiérdemelte a dicsőítést: komolyabb támogatás híján egymaga vette fel a harcot a hamvaiból újjáéledő Bizánci Birodalommal, és évekig sakkban tudta tartani az ismét erejére kapó császárságot. A költő szemében az emír arab származása is emelte értékét. Azok a dicsversek, amelyek al-Mutanabbi aleppói tartózkodása alatt születtek (összefoglaló arab nevük a dicsőítettre utaló Szajfijját), az arab és nyugati, régi és modern kritikusok szerint egyaránt költészetének csúcspontját jelentik, és gyakorlatilag minden későbbi dicsversköltő számára követendő modellé váltak, hasonlóan a mecénása rokonait sirató gyászdalokhoz. 
Az Aleppóban töltött évek során Abu t-Tajjib elkísérte hadjárataira urát, illetve könnyed életet élt a fejedelmi udvarban. Az idilli állapot ismét udvari intrikák következtében ért véget: a hiú és öntömjénezéstől sem mentes al-Mutanabbi számos ellenfelet szerzett Szajf ad-Daula udvaroncai körében, például rivális költőtársai közül Abu Firászt és Abu l-Faradzs al-Iszfahánit. Az áskálódás következtében, kilenc évnyi udvari költősködést követően az immár negyvenes éveit taposó Abu t-Tajjib életét féltvén titokban Damaszkuszba menekült (957).

### Idegen patrónusok szolgálatában
Útja Egyiptomba, Fusztát városába vezetett, ahol a tartomány tényleges vezetője, az ifjú emírek helyett uralkodó núbiai fekete rabszolga, Abu l-Miszk Káfúr szolgálatába állt. A helyzet semmiképp sem volt a költő ínyére, aki legszívesebben arabokat látott volna minden állam élén, de ideiglenesen belenyugodott, hogy így keresse kenyerét (egyes források szerint valójában csak azért volt hajlandó dicsőíteni Káfúrt, mert az egy tartomány helytartói posztját ígérte neki). Ebben az időszakban írt költeményei azonban szemmel láthatóan némileg erőltetettek, hiányzik belőlük a valódi lelkesedés, és olykor bírálni is merte bennük a teljhatalmú Káfúrt. Nem véletlen, hogy másik patrónust is próbált keresni egy Abu Sudzsá Fátik nevű hadvezér személyében, aki azonban 960-ban meghalt, keresztülhúzva a számításait. Mivel a fekete régens és a költő viszonya egyre feszültebbé vált, 962. január 20-án, az áldozati ünnepen al-Mutanabbi titokban elmenekült Egyiptomból, miután gyorsan írt egy maró gúnyverset patrónusa ellen.
Útja szülővárosába, majd Bagdadba vezetett, ahol jobb híján saját korábbi munkásságáról tartott előadásokat viszonylag szűk körben, mivel nem sikerült beférkőznie a széles irodalmi kört létrehozó al-Muhallabi vezír társaságába. A helyzet csak 965-ben változott meg: a Buvajhidák egy iráni vezírje, Ibn al-Amíd hívására az év elején Arradzsánba ment, majd néhány dicsvers megírását követően Sirázba vette az irányt, hogy Adud ad-Daula fárszi emír udvarához csatlakozzon. Itt nagy pompával fogadták, ő pedig néhány remekbe szabott dicsverset írt új patrónusa dicsőítésére. Hogy mégis miért hagyta el rövidesen Sirázt, arra nincs magyarázat – mindenesetre Kúfa felé vette az irányt, ám útközben Húzisztánban, Dajr al-Ákúl környékén beduinok támadtak az utazókra, és a harcban a költő és fia egyaránt odaveszett.

## Költészete
Mutanabbit elsősorban az életművének zömét kitevő dicsversek (madíh) mesterének tartják, amely téren Abu Tammám és Buhturi méltó utódja volt. Mindenekelőtt verseinek epikai ereje kiemelkedő, különösképpen a csaták leírása esetében, amelyekben nem ritkán személyesen is részt vett. (Versei már csak emiatt is becses történeti forrásnak számítanak.) Számos versében az öndicséret (fahr) is felbukkan, olykor egész költeményeket szentelt ennek a témának. Szerelmi téma elsősorban a konvencionális nyitórészben (naszíb), filozofikus jellegű gondolatok pedig csak helyenként elszórva találhatóak meg verseiben. Verseinek „nemzeti jellegét” is ki szokás emelni: az arab népet minden más nép felett állónak és azoknál kiválóbbnak tekintette, és ennek sokszor hangot is adott, dicsérvén az arabok erényeit.
Mutanabbi a középkori arab költészet neoklasszicista vonulatához tartozik: a dicsőítő műfajhoz fűzött elvárásoknak megfelelően nem volt újító sem formai, sem nyelvi téren. Nyelvezete egyszerű, noha – mint a legtöbb költőt – szabados nyelvtanáért és olykor különleges szóhasználatáért kritikusai sokszor bírálták. Versformája a kaszída, melyben a korabeli tendenciának megfelelően a nyitó naszíbot követő, utazást leíró rész (rahíl) gyakran elmarad. Szellemes, az utókor számára klisékké váló metaforáit és hasonlatait hívei nagyra értékelték, kritikusai viszont nem mulasztották el elítélni bizarrságukat. Összességében azonban sosem lépett túl a hagyományos költészet évszázados keretein: nagysága ezeken belül bontakozott ki.

## Emlékezete
Mutanabbinak már életében számos híve, igaz, több ellenfele is akadt, bár ez utóbbiakra kétségkívül a költő nehéz személyisége is hatással volt. Halála után fokozatosan a munkásságát nagyra tartók diadalmaskodtak, és a 11. századtól kezdve szinte mindenki a legnagyobb költők egyikének tartotta. Különösen nagy népszerűségnek örvendett a muszlim Andalúziában. Megbecsültségének ékes bizonyítéka, hogy meglehetősen sok kéziratos dívánja maradt ránk, illetve hogy verseit számos antológiába válogatták be. Az irodalomtudósok már a 10. századdal kezdődően temérdek kommentárt és magyarázatot készítettek dívánjához vagy egyes verseihez (sokszor saját magyarázatai alapján), és sok életrajz is készült róla. (Egyik lelkes rajongója és kommentátora például al-Maarri, a híres költő, író és irodalomtudós volt, aki nemes egyszerűséggel „a Költő” (as-Sáir) névvel illette.)
A modern irodalomtudomány is hatalmas mennyiségű szakmunkát szentelt Mutanabbi költészetének, és dívánját a 19. század óta többször, több helyen is kiadták Kairótól Bejrúton át Bombayig. Különösen sok tanulmány készült 1935/1936-ban, a költő muszlim naptár szerinti ezredik halálozási évfordulójára. Kutatói közül a francia R. Blachère és az olasz F. Gabrieli emelkednek ki. Több versét nyugati nyelvekre is lefordították.